# جايسون أرمستيد
جايسون أرمستيد (بالإنجليزية: Jason Armstead)‏ هو لاعب كرة قدم أمريكية ولاعب كرة قدم كندية أمريكي، ولد في 18 سبتمبر 1979 في موس بوينت في الولايات المتحدة.